# Хунгрел (гевог)
Хунгрел (дзонґ-ке ཧཱུྃ་རལ་་) є гевогогом дзонгхагу Паро Західного Бутану.

## Опис
Є найменшим гевогом свого дзонгхагу. Площа становить 3,6 км², складається з 5 чивогів: Гаупай, Лунчхуна, Хундрел-Янгсабу, Чхубджагха і Гоенкха. Загалом на 2016 рік об'єднує 16 сіл та 344 домогосподарств, з яких 78 % забезпечені питною водою через трубопроводи, а 146 — мають електропостачання. Адміністративним центром є село Хунгрел, де також розміщена клініка й Відновлювальний природний ресурсний центр, 1 середню школу та 1 початкову школу. Уся площа вкрита мережею мобільного зв'язку.
Усього в гевогу розташовано 11 буддистських монастирів (лакхангів), що належать державі, місцевим органам влади й приватним особам.
З 2011 року за підтримки уряду Японії здійснюється проєкт зі зміцнення узбережжя гірських річок.

## Економіка
Більшість населення займається сільським господарством, головним чином вирощуванням рису, пшениці, картоплі, яблуках, чилі, квасолі, капусти, баклажанів, ріпи та вироблені молочних продуктів. Зернові культури вирощуються на заливних полях, що звуться сата. Найбільше рису вирощується в чивогах Хунгрел, Гаупай і Лунчхуна. У 2010-х роках відбулося збільшення врожаю завдяки використанню кращих сортів рису. Чивоги Чхубджагха і Гоенкха спеціалізуються на овочах. На продаж відправляється квасоля, чилі, картопля і яблука, інше — для власного вжитку.
Тваринництво займає невеличкий відсоток у господарстві, складається з домашньої худоби, де переважають місцеві породи, насамперед бейла. Це пов'язано з відсутністю пасовищ.
В селах також діють майстри з національної вишивки, тесляри, каменяри, ткачи. Основний лісовий покрив — блакитна сосна, тому трохи розвинуто лісництво.